# Muhammed Sever
Muhammed Etka Sever (ur. 9 czerwca 1995) – niemiecki zapaśnik walczący w stylu klasycznym. Ósmy w Pucharze Świata w 2016. Jedenasty na igrzyskach europejskich w 2019. Mistrz Europy U-23 w 2016, a trzeci w 2017. Trzeci na MŚ i ME kadetów w 2012 roku.
Mistrz Niemiec w 2016 i 2017; drugi w 2018; trzeci w 2015 roku.